# Carl-Fredrik Ahlberg
Carl-Fredrik Ahlberg (født 28. november 1911 i Lerum i Älvsborgs län, død 20. januar 1996 i Stockholm) var en svensk arkitekt og professor.

## Liv og karriere
Ahlberg, der var søn af Riksbanksdirektør Julius Ahlberg og Elisabeth Pegelow, tog eksamen fra Kungliga Tekniska högskolan (KTH) i 1933. Han blev ansat af Byggnadsstyrelsen i 1934, var i stadsarkitektafdelingen i Göteborgs kommun  1934–1945 og blev stadsarkitekt i Kungsbacka stadskommun 1939–1945. Han vendte tilbage til Stockholm i 1945 for en ansættelse på Stockholms stadsarkitektafdeling og var medlem af redaktionen på tidsskriftet PLAN fra bladets begyndelse i 1947 til 1950. Han var leder af stadsarkitektafdelingen fra 1947 til 1952 og medlem af Nedre Norrmalmskomitéen fra 1951 og leder af Stockholmsafdelingen for regional planlægning fra 1952 til 1976.
Carl-Fredrik Ahlberg var professor i Byplanlægning på Kungliga Tekniska högskolan fra 1960–1969 og medlem af Den Boligsociale undersøgelseskommission i Sverige. I 1962 blev han ansat af Kiruna stadskommun til at udarbejde retningslinjer for Svappavaaras byplanlægning.
Efter sin pensionering i 1976 fortsatte Alhberg som skribent, debattør og foredragsholder i Sverige gennem en årrække.